# 눈에 갇힌 외딴 산장에서
눈에 갇힌 외딴 산장에서(일본어: 雪の中の山小屋で―, In a Closed Snowy Mountain Villa)은 일본에서 제작된 이이즈카 켄 감독의 2024년 스릴러, 미스터리 영화이다. 시게오카 다이키 등이 주연으로 출연하였다.

## 출연

### 주연
- 시게오카 다이키 - 쿠가 카즈유키 역
- 나카죠 아야미 - 나카니시 타카코 역
- 오카야마 아마네 - 타도코로 요시오 역
- 니시노 나나세 - 모토무라 유리에 역
- 홋타 마유 - 카사하라 아츠코 역
- 토즈카 준키 - 아마미야 쿄스케 역
- 모리카와 아오이 - 아사쿠라 마사미 역
- 마미야 쇼타로 - 혼다 유이치 역